# Haferkleie
Haferkleie oder auch Haferspeisekleie ist ein spezielles Mühlenerzeugnis, das aus Haferkernen (siehe Saat-Hafer) für die menschliche Ernährung hergestellt wird. Haferkleie ist nicht zu verwechseln mit den Spelzen, die ein Nebenprodukt im Mühlenbetrieb darstellen. Haferkleie entsteht, wenn vom Haferkorn vorrangig die Aleuronschicht (dünne Haut, die den inneren Mehlkörper umschließt), die Kornrandschichten (Samenschale, Fruchtschale) und der Keimling verarbeitet werden.

## Gesundheitliche Bedeutung
Der Brennwert von Haferkleie liegt zwischen 1298 und 1470 kJ (309 und 350 kcal) pro 100 g. 
Da Haferkleie vorrangig aus den nährstoffreichen Bestandteilen des Haferkorns besteht, ist der Nährstoffgehalt höher als in anderen Hafervollkornprodukten. Daher eignet sich Haferkleie für eine ausgewogene Ernährung, in der auf die Nährstoffzufuhr geachtet wird.
In Haferkleie ist mit 8,1 Gramm auf 100 Gramm fast doppelt so viel Beta-Glucan (löslicher Ballaststoff) enthalten wie in Haferflocken. Daher ist Haferkleie zur Aufrechterhaltung eines normalen Cholesterinspiegels bzw. zur Senkung von erhöhten Cholesterinwerten besonders zu empfehlen. Die Fähigkeit des Hafer-Beta-Glucans, Gallensäuren zu binden, führt zur Ausscheidung von Cholesterin, was zur Senkung des Gesamt- sowie LDL-Cholesterinspiegels führt. Hafer-Beta-Glucan bildet im Magen und Dünndarm eine zähflüssige Konsistenz, die eine verlangsamte Resorption der Nährstoffe aus der gelartigen Masse zur Folge hat. Dies führt zu einem weniger starken und zeitverzögerten Anstieg des Blutzuckerspiegels.
Haferkleie kann in Müsli sowie in Joghurt- und Quarkspeisen verwendet werden. Sie ist jedoch auch bei warmen Gerichten sowie in Gebäck und Kuchen einsetzbar.
Bei der Verwendung von Haferkleie in der menschlichen Ernährung sollte gleichzeitig auf eine ausreichende Flüssigkeitszufuhr geachtet werden, da es sonst, wie allgemein bei ballaststoffreicher Kost, zu Verstopfungen kommen kann.

## Rechtliche Bestimmungen
Die EU-Verordnung zu nährwert- und gesundheitsbezogenen Angaben (Health-Claims-Verordnung) sieht vor, dass verzehrfertige Lebensmittel, die mindestens ein Gramm Hafer-Beta-Glucan pro Verzehrportion enthalten, mit dem cholesterinsenkenden Effekt ausgelobt werden dürfen. Dazu müssen sie den Hinweis tragen, dass insgesamt drei Gramm Hafer-Beta-Glucane pro Tag erforderlich sind. Mit vier Esslöffeln Haferkleie (40 Gramm) sind 3,2 Gramm Beta-Glucan erreicht.
Mögliche Health-Claims gemäß der 2012 veröffentlichten Gemeinschaftsliste zulässiger gesundheitsbezogener Angaben nach Artikel 13 Absatz 3 der Health-Claim-Verordnung können sein:
| Nährstoff/Substanz/Lebensmittel    | Angabe (VO 432/2012) | Bedingungen für die Verwendung (VO 432/2012) |
| ---------------------------------- | --- | --- |
| Beta-Glucane                       | „Beta-Glucane tragen zur Aufrechterhaltung eines normalen Cholesterinspiegels im Blut bei“                                                                                | „Die Angabe darf nur für Lebensmittel verwendet werden, die mindestens 1 g Beta-Glucane aus Hafer, Haferkleie, Gerste oder Gerstenkleie bzw. aus Gemischen dieser Getreide je angegebene Portion enthalten. Damit die Angabe zulässig ist, sind die Verbraucher darüber zu unterrichten, dass sich die positive Wirkung bei einer täglichen Aufnahme von 3 g Beta-Glucanen aus Hafer, Haferkleie, Gerste oder Gerstenkleie bzw. aus Gemischen dieser Getreide einstellt.“ |
| Beta-Glucane aus Hafer oder Gerste | „Die Aufnahme von Beta-Glucanen aus Hafer oder Gerste als Bestandteil einer Mahlzeit trägt dazu bei, dass der Blutzuckerspiegel nach der Mahlzeit weniger stark ansteigt“ | „Die Angabe darf nur für Lebensmittel verwendet werden, die mindestens 4 g Beta-Glucane aus Hafer oder Gerste je 30 g verfügbare Kohlenhydrate in einer angegebenen Portion als Bestandteil der Mahlzeit enthalten. Damit die Angabe zulässig ist, sind die Verbraucher darüber zu unterrichten, dass sich die positive Wirkung einstellt, wenn Beta-Glucane aus Hafer oder Gerste als Bestandteil der Mahlzeit aufgenommen werden.“                                      |
| Haferkorn-Ballaststoffe            | „Haferkorn-Ballaststoffe tragen zur Erhöhung des Stuhlvolumens bei“ | „Die Angabe darf nur für Lebensmittel verwendet werden, die einen hohen Gehalt an diesem Ballaststoff gemäß der im Anhang der Verordnung (EG) Nr. 1924/2006 aufgeführten Angabe HOHER BALLASTSTOFFGEHALT aufweisen.“ |